# Arabia Saudyjska na letnich igrzyskach olimpijskich
Reprezentanci Arabii Saudyjskiej występują na letnich igrzyskach olimpijskich od 1972 roku. Od tego czasu tylko raz nie startowali w igrzyskach – było to podczas igrzysk w Moskwie. Najmłodszym zawodnikiem reprezentującym Arabię Saudyjską był Medhadi Al-Dosari (16 lat), który brał udział w rywalizacji kolarzy podczas igrzysk w Barcelonie. Najstarszym zawodnikiem był Kamal Bahamdan (42 lata), który startował w jeździectwie podczas igrzysk w Londynie.

## Klasyfikacje medalowe

### Klasyfikacja według igrzysk
| Rok i Miejsce       |   |   |   | Razem |
| ------------------- | - | - | - | ----- |
| 1972 Monachium      | 0 | 0 | 0 | 0     |
| 1976 Montreal       | 0 | 0 | 0 | 0     |
| 1984 Los Angeles    | 0 | 0 | 0 | 0     |
| 1988 Seul           | 0 | 0 | 0 | 0     |
| 1992 Barcelona      | 0 | 0 | 0 | 0     |
| 1996 Atlanta        | 0 | 0 | 0 | 0     |
| 2000 Sydney         | 0 | 1 | 1 | 2     |
| 2004 Ateny          | 0 | 0 | 0 | 0     |
| 2008 Pekin          | 0 | 0 | 0 | 0     |
| 2012 Londyn         | 0 | 0 | 1 | 1     |
| 2016 Rio de Janeiro | 0 | 0 | 0 | 0     |
| 2020 Tokio          | 0 | 1 | 0 | 0     |
| 2024 Paryż          | 0 | 0 | 0 | 0     |
| RAZEM               | 0 | 2 | 2 | 4     |

### Klasyfikacja według dyscyplin sportowych
| Dyscyplina    | Złoto | Srebro | Brąz | Razem |
| ------------- | ----- | ------ | ---- | ----- |
| Lekkoatletyka | 0     | 1      | 0    | 1     |
| Jeździectwo   | 0     | 0      | 2    | 2     |
| Karate        | 0     | 1      | 0    | 1     |
| Razem         | 0     | 2      | 2    | 4     |

### Pozycje w klasyfikacjach medalowych
| IO      | Uczestnicy | Miejsce |
| ------- | ---------- | ------- |
| IO 1972 | 121        | –       |
| IO 1976 | 92         | –       |
| IO 1984 | 140        | –       |
| IO 1988 | 153        | –       |
| IO 1992 | 173        | –       |
| IO 1996 | 197        | –       |
| IO 2000 | 199        | 61.     |
| IO 2004 | 201        | –       |
| IO 2008 | 204        | –       |
| IO 2012 | 204        | 79.     |
| IO 2016 | 207        | –       |
| IO 2020 | 205        | 77      |

## Statystyki

### Liczba reprezentantów według igrzysk
| IO      | Dyscypliny | Konkurencje | Uczestnicy | Uczestnicy | Uczestnicy |
| IO      | Dyscypliny | Konkurencje | Mężczyźni  | Kobiety    | Razem      |
| ------- | ---------- | ----------- | ---------- | ---------- | ---------- |
| IO 1972 | 1          | 11          | 10         | 0          | 10         |
| IO 1976 | 1          | 13          | 14         | 0          | 14         |
| IO 1984 | 5          | 11          | 39         | 0          | 39         |
| IO 1988 | 3          | 12          | 9          | 0          | 9          |
| IO 1992 | 5          | 13          | 9          | 0          | 9          |
| IO 1996 | 5          | 13          | 32         | 0          | 32         |
| IO 2000 | 5          | 14          | 18         | 0          | 18         |
| IO 2004 | 6          | 13          | 17         | 0          | 17         |
| IO 2008 | 4          | 11          | 14         | 0          | 14         |
| IO 2012 | 5          | 14          | 16         | 2          | 18         |
| IO 2016 | 5          | 11          | 7          | 4          | 11         |
| IO 2020 | 9          | 33          | 31         | 2          | 33         |
| RAZEM   | RAZEM      | RAZEM       | 216        | 8          | 224        |

### Liczba reprezentantów według dyscyplin
| Dyscyplina           | Mężczyźni | Kobiety | Razem |
| -------------------- | --------- | ------- | ----- |
| Jeździectwo          | 7         | 0       | 7     |
| Judo                 | 3         | 3       | 6     |
| Kolarstwo            | 9         | 0       | 9     |
| Lekkoatletyka        | 61        | 4       | 65    |
| Łucznictwo           | 5         | 0       | 5     |
| Piłka nożna          | 57        | 0       | 57    |
| Pływanie             | 5         | 0       | 5     |
| Podnoszenie ciężarów | 9         | 0       | 9     |
| Strzelectwo          | 11        | 0       | 11    |
| Szermierka           | 8         | 1       | 9     |
| Taekwondo            | 1         | 0       | 1     |
| Tenis stołowy        | 3         | 0       | 3     |
| Karate               | 1         | 0       | 1     |
| Wioślarstwo          | 1         | 0       | 1     |
| RAZEM                | 158       | 6       | 164   |